# Overjet
Overjet ou trespasse horizontal é um termo da odontologia que se refere à distância entre a face vestibular do incisivo inferior e a borda incisal do incisivo superior. Esta distância é medida em direcção paralela ao plano oclusal (2,5 mm±2,5).